# 樗蒲

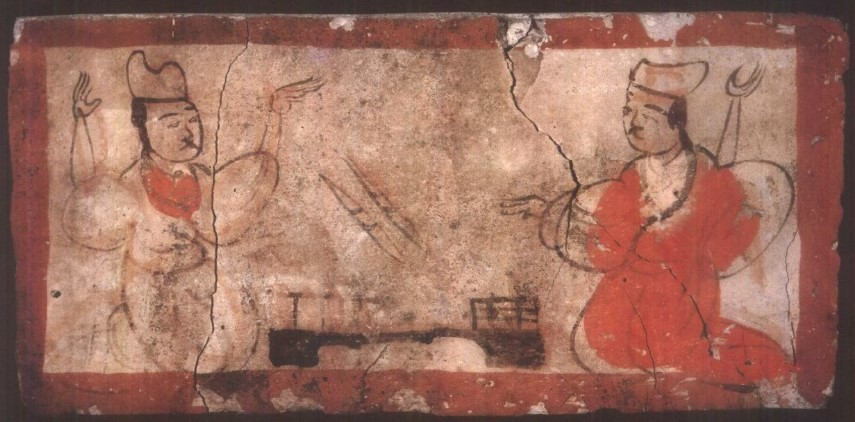
甘肃嘉峪关魏晋七号墓彩绘砖，图上人物可能是在投掷樗蒲的掷具

樗蒲，或写作樗博、樗蒱、摴蒲、摴博、摴蒱，是中國古代東漢至唐朝间流行的游戏。起初的玩法是玩家投出五枚双面掷具，即五木，根据正反面的结果行棋。后来简化为去掉棋盘、棋子，直接比较投子的结果，又称掷卢。在中国棋类游戏史上，樗蒲是从六博到投骰这一过程中的关键环节。

## 歷史
樗蒲由六博变化发展而来，属于骰棋戏，包含掷采和行棋两部分。其历史可以追溯到東漢时期，见载于马援《樗蒲赋》、繁钦《威仪箴》，及曹操高陵出土石牌。有说法称樗蒲是老子所發明，实属附会。与此前流行的六博相比，樗蒲淡化了宇宙论的意味，是更加简明、刺激、纯粹的游戏。
魏晋南北朝时期，樗蒲十分兴盛，如司马炎、王敦、桓温等人都玩过此种骰棋戲。尤其流行的是一种简化的玩法，无需行棋，只比较掷采的高下，全凭运气，劉裕、劉毅等都对此极为热衷。樗蒲常常結合賭博，賭注甚至可以达到“一掷百万”之多。赌风之盛引起一些人的反感，如庾翼、陶侃等都曾下令禁止樗蒲。时人还普遍相信“樗蒲有神”，如慕容宝曾连续三次擲出機率只有1/32的「盧」采，以此为吉兆，劝说父亲慕容垂反秦復燕；王思政为展示对宇文泰的忠诚，竟拿自身性命向樗蒲发誓，结果一擲得“盧”。
到唐朝时，樗蒲仍然流行，还出现了一部专门介绍樗蒲玩法的著作——《五木经》。流行数百年后，樗蒲逐渐衰落，至宋朝时基本废绝，几乎无人了解其玩法，以至于程大昌《演繁露》中的相关说法包含大量错误。

## 玩法
唐朝李翱所作《五木经》中详细记录了樗蒲的玩法。李肇《唐國史補》中也有相似的记载。

### 博具
樗蒲所需的博具包括馬、木、矢。马即棋子，每方四枚（一说六枚）。木即掷具，总共五枚，用木材或动物牙、角制作，呈梭形，各有黑白两面，其中兩枚白面有雉、黑面有牛。矢即小石子，共一百二十粒（一说三百六十粒）。

### 掷采
掷出五木后所得到的花色称为“采”（又称“齿”），对应不同的采数。采有10种，其中4种称为「王采」或「貴采」，其余的称為「甿采」或「雜采」。或说後來又增加「進九」、「退六」兩種采，但具体形式不明。
| 采名          | 说明             | 图例 | 采数 | 概率 | 类别          |
| ------------- | ---------------- | ---- | ---- | ---- | ------------- |
| 盧            | 全黑             |      | 16   | 1/32 | 王采 （貴采） |
| 白            | 全白             |      | 8    | 1/32 | 王采 （貴采） |
| 雉            | 两雉、三黑       |      | 14   | 1/32 | 王采 （貴采） |
| 犢／牛        | 两牛、三白       |      | 10   | 1/32 | 王采 （貴采） |
| 開            | 一牛、四白       |      | 12   | 2/32 | 甿采 （杂采） |
| 塞            | 一雉、四黑       |      | 11   | 2/32 | 甿采 （杂采） |
| 塔            | 两雉、两白、一黑 |      | 5    | 3/32 | 甿采 （杂采） |
| 禿            | 两牛、两黑、一白 |      | 4    | 3/32 | 甿采 （杂采） |
| 撅            | 三白、二黑       |      | 3    | 9/32 | 甿采 （杂采） |
| 撅            | 三白、二黑       |      | 3    | 9/32 | 甿采 （杂采） |
| 𢳚 （枭、犍） | 三黑、二白       |      | 2    | 9/32 | 甿采 （杂采） |
| 𢳚 （枭、犍） | 三黑、二白       |      | 2    | 9/32 | 甿采 （杂采） |

### 行棋

樗蒲棋局示意图。红色为行棋方向，土色为关，灰色为坑

將一百二十粒矢逐一排开，矢与矢之间的空隙为棋位。在第四十粒和第八十粒矢后，各设一道「關」。關前及關後的一個棋位為「坑」。
玩家輪流投掷五木，根据采数选择本方的任意一马向前移动。若掷出王采，则奖励多掷一次。若走到他人的马所在的棋位上，则将其打回起点，亦奖励多掷一次（一说只有掷出王采才能打马）。越过第一道关后，本方走到同一棋位的马可以疊在一起，之後一同移動。必须掷出王采，才能让马越过关。如果马落入坑里，同样必须掷出王采，才能将其移动出坑。首先将全部马移动到终点的一方获胜。

## 影響

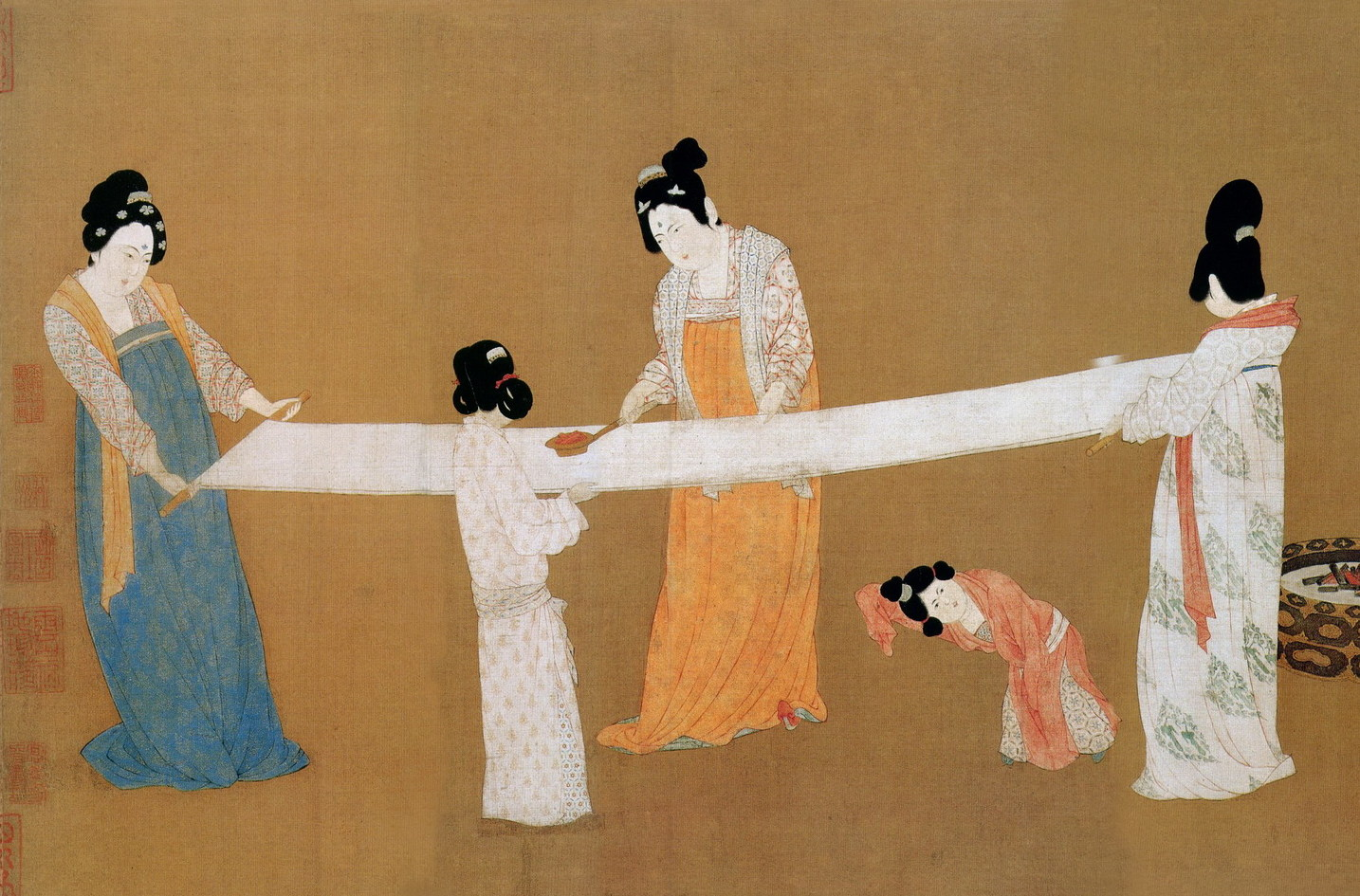
张萱《捣练图》局部。最右女子身着樗蒲纹高腰裙

樗蒲的玩法对后世中國的许多骰棋戏产生影响，如双陆、打马等。樗蒲的掷采部分从棋局游戏中独立出来，开后世除红捉绿、博饼等骰戏之先河。直到樗蒲废除之后，“樗蒲”及“呼卢喝雉”等说法仍然保留在汉语语汇中，用来泛指赌博。
在東亞文化圈，有不少游戏以“樗蒲”为名。唐朝的佛教徒使用五枚分别刻有一到五道痕迹的木子来占卜。在日本，以“樗蒲”命名的至少有一種骰棋戲、一種牌戲和一種骰戲。朝鮮半島的“樗蒲戏”（저포희）部分规则与中国古代樗蒲接近，如使用五枚双面擲具，擲具上写有“雉”、“犢”等字，掷出“卢”、“雉”、“犢”、“白”分别走16、14、10、8步，另一些规则与柶戏接近，如使用方形棋盤，棋子的前进路径可以是纵横或斜向。
除遊戲外，樗蒲的影響也涉及其他文化領域。一些传说和小说利用樗蒲安排情节，如烂柯故事的一个版本就是看人玩樗蒲，见载于刘宋刘敬叔《异苑》；朝鮮小說《萬福寺樗蒲記》中，主人公为求姻缘，在佛前投掷樗蒲。唐朝至明朝的絲織品中有一类帶有梭形圖案的產品，稱為樗蒲綾或樗蒲錦。

## 信息来源
1. ↑  孙麒麟, 毛丽娟 & 李重申 2015，第121頁.
2. ↑  宋会群 & 苗雪兰 2010，第76頁.
3. ↑  周天游 2005，第5頁.
4. 1 2  史良昭 1991，第15頁.
5. ↑  郭双林 & 肖梅花 1995，第33頁.
6. ↑  宋会群 & 苗雪兰 2010，第75至76頁.
7. ↑  郑志刚 & 尚晓周 2010，第22頁.
8. ↑  谢一峰 2023，第169頁.
9. ↑  史良昭 1991，第16至18頁.
10. ↑  郭双林 & 肖梅花 1995，第34至37頁.
11. ↑  宋会群 & 苗雪兰 2010，第78至85頁.
12. ↑  王赛时 2018，第887至891頁.
13. ↑  郭双林 & 肖梅花 1995，第52頁.
14. ↑  王赛时 2018，第888頁.
15. ↑  郭双林 & 肖梅花 1995，第37頁.
16. ↑  宋会群 & 苗雪兰 2010，第86頁.
17. ↑  郭双林 & 肖梅花 1995，第56、59頁.
18. 1 2 3 4 5  五木經.
19. 1 2 3 4  唐國史補.
20. ↑  王赛时 2018，第887頁.
21. 1 2 3  罗竹风 2008.
22. ↑  史良昭 1991，第19頁.
23. ↑  史良昭 1991，第44至45頁.
24. 1 2  郭双林 & 肖梅花 1995，第59頁.
25. ↑  宋会群 & 苗雪兰 2010，第90至91頁.
26. ↑  史良昭 1991，第14、22頁.
27. ↑  郭双林 & 肖梅花 1995，第102頁.
28. ↑  宋会群 & 苗雪兰 2010，第80頁.
29. ↑  宋会群 & 苗雪兰 2010，第85頁.
30. ↑  小田裕樹 2016.
31. ↑  和漢三才図会.
32. ↑  Kotobank.
33. ↑  임영수 2008，第213至218頁.
34. ↑  한국사 1996，第564至565頁.
35. ↑  孙国江 2021，第247頁.
36. ↑  王宏凯 1995，第85頁.
37. ↑  沈从文 2021，第143、147頁.
38. ↑  石钊钊 2016，第172-174頁.